# Чернігівська гривня (змійовик)

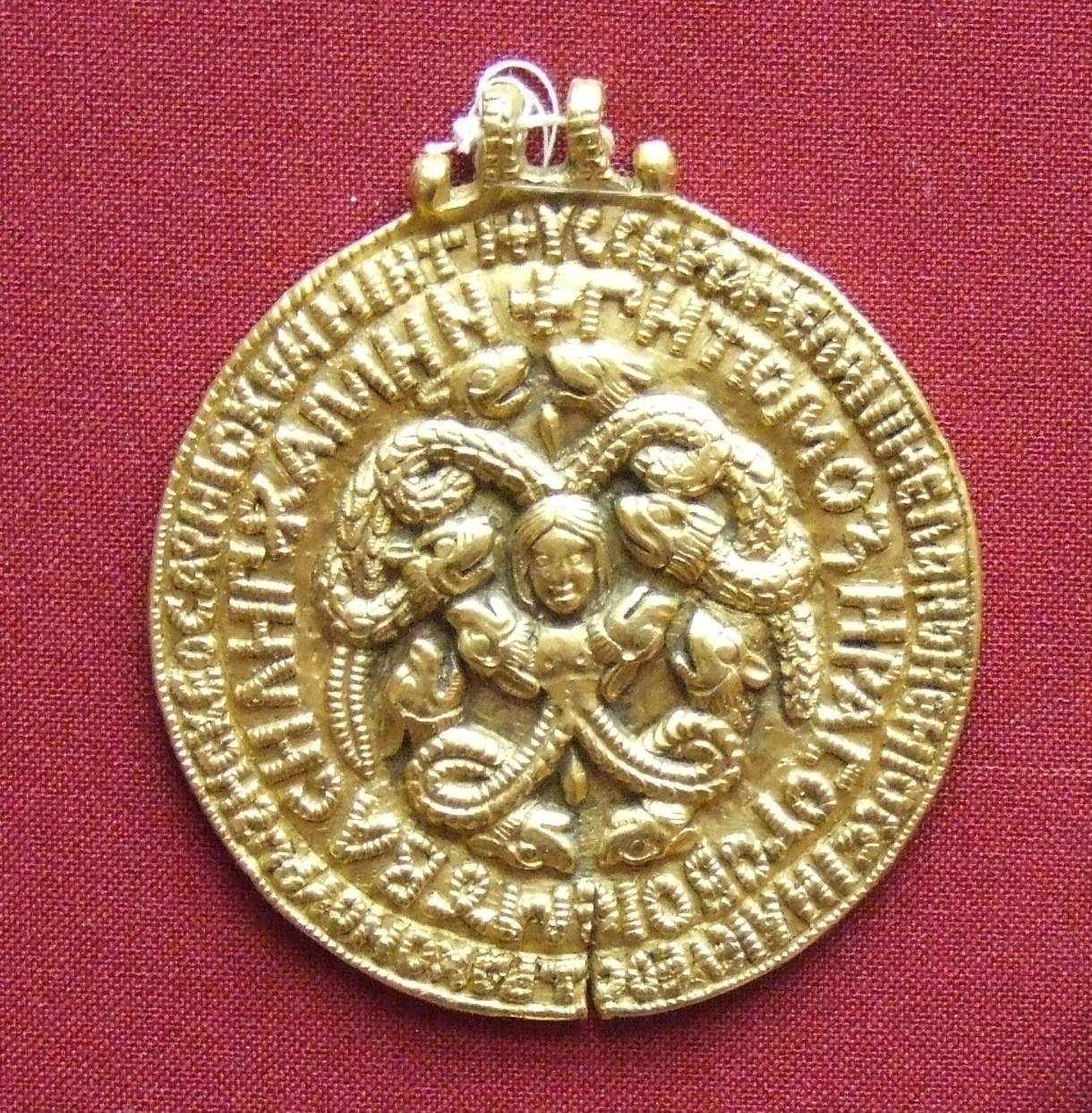
Чернігівська гривна

Чернігівська гривна (гривня Мономаха) — золотий медальйон, що належить до типу амулетів-змійовиків (вага бл. 186 г, діаметр 7,3 см).
Випадково знайдений 1821 на березі р. Білоус (права притока Десни, басейн Дніпра) поблизу Чернігова. Виготовлений методом литва по восковій моделі, написи і зображення додатково карбовані. На лицьовому боці — зображення архангела з написом «Михаїл» (старослов'янською) і текстом молитви «Свят, свят, свят…» (грецькою) по краю; на зворотному боці — жіноча голова, оточена переплетеними зміями, по краю — текст: «+ ги помози рабоу своѥму василигѫ амин» («Господи, допоможи рабу своєму Василію. Амінь») (давньоукраїнською), навколо якого — текст замовляння (грецькою). Виріб, враховуючи його високу вартість, мав належати особі з князівського роду. Євгеній (Болховітінінов) пов'язав чернігівську гривну з Володимиром Мономахом (мав християнське ім'я Василій, князював у Чернігові). З цим погоджується більшість дослідників. Зберігається у Державному Російському музеї (Санкт-Петербург).